# Мільєлья
Мільєлья (італ. Miglieglia) — громада  в Швейцарії в кантоні Тічино, округ Лугано.

## Географія
Громада розташована на відстані близько 150 км на південний схід від Берна, 24 км на південний захід від Беллінцони.
Мільєлья має площу 5,1 км², з яких на 3,3% дозволяється будівництво (житлове та будівництво доріг), 7,6% використовуються в сільськогосподарських цілях, 76,3% зайнято лісами, 12,8% не є продуктивними (річки, льодовики або гори).

## Демографія
2019 року в громаді мешкало 317 осіб (+17,4% порівняно з 2010 роком), іноземців було 14,8%. Густота населення становила 62 осіб/км².
За віковим діапазоном населення розподілялося таким чином: 22,4% — особи молодші 20 років, 57,4% — особи у віці 20—64 років, 20,2% — особи у віці 65 років та старші. Було 132 помешкань (у середньому 2,4 особи в помешканні).
Із загальної кількості 49 працюючих 7 було зайнятих в первинному секторі, 15 — в обробній промисловості, 27 — в галузі послуг.